# بياتريس كايل
بياتريس كايل (بالإنجليزية: Beatrice Kyle)‏ هي غطاسة أمريكية، ولدت في 23 يناير 1902، وتوفيت في 7 يوليو 1970.